# Jantra
Jantra (bolgarsko Янтра) je reka v severni Bolgariji, desni pritok Donave. Z dolžino 285 km je sedma najdaljša reka v Bolgariji in tretji najdaljši bolgarski pritok Donave. V srednjem in spodnjem toku Jantra zavije v številne zavoje in oblikuje številne soteske. Ima visok indeks sinuoznosti 3,1, kar je značilno za vijugaste reke. Njeno porečje obsega ozemlje 7862 km² in ima majhen srednji naklon 4,6 ‰ s srednjo nadmorsko višino 470 m.
Mesto Veliko Trnovo, ki se razprostira na več gričih, ki gledajo na reko vzdolž njenega srednjega toka, je služilo kot prestolnica Drugega bolgarskega cesarstva v 12.–14. stoletju in ostaja pomembno kulturno, gospodarsko in turistično središče v Bolgariji. Drugo večje mesto na reki je Gabrovo, zgodnje izobraževalno in industrijsko središče države.

## Geografija

### Potek
Jantra izvira na nadmorski višini 1220 m na severnem vznožju vrha Atovo padalo (1495 m) v predelu Šipka v Stari planini, zelo blizu zgodovinskega vrha Buzludža (1432 m). Do mesta Gabrovo teče proti severozahodu v globoki dolini, porasli z gozdovi navadne bukve (Fagus sylvatica). Med Gabrovo in vasjo Jantra reka tvori sotesko Straža skozi istoimensko planoto, njena dolina se nato razširi in vzdolž njenih teras se pojavijo obdelovalne površine.
Srednji tok se začne pri vasi Vetrinci, ko reka teče proti vzhodu. Jantra se obrne proti severu, preden doseže mesto Veliko Trnovo in oblikuje slikovito sotesko znotraj mestnih meja, ko prereže Trnovsko višino. Jantra obstaja v soteski pri vasi Samovodene in vstopi v Donavsko nižino ter tvori mejo med osrednjim in vzhodnim delom ravnine do njenega izliva.
Zaradi majhnega gradienta toka v Donavski nižini – 4,6 ‰, Jantra tvori velike meandre, z indeksom sinuoznosti 3,1 – največje na ozemlju Bolgarije, zlasti na območju Dolna Orjahovica, Vrbica in Draganovo. Potem ko prejme največji pritok Rosica, se reka usmeri proti severu in se ponovno oblikuje s številnimi meandri in zapuščenimi strugami. Dolvodno od vasi Dolna Studena se obrne proti severozahodu in vstopi v drugo slikovito sotesko med vasmi Belcov, Džuljunica in Novgrad. V spodnjem toku se reka giblje med 30 in 78 m. Jantra se izliva v Donavo na nadmorski višini 19 m približno 1,7 km severozahodno od vasi Krivina in približno 2 km vzhodno od otoka Vardim, tretjega največjega bolgarskega donavskega otoka.

### Porečje in hidrologija
Porečje Jantre pokriva ozemlje 7862 km² ali 0,96 % celotne Donave in meji na porečja Osama in Barata na zahodu, Rusenski Lom in Kamčija na vzhodu in severovzhodu ter Tundža v porečju Marice južno od glavne vodne ločnice Stare planine. Njeno porečje je po površini peto največje v Bolgariji, za Marico, Strumo, Iskar in Tundžo, obsega pa celotno oblast Gabrovo, 90 % oblasti Veliko Trnovo, 40 % oblasti Trgovište, jugozahodni del oblasti Ruse ter majhna območja oblasti Loveč in Sliven. V Stari planini je porečje pokrito predvsem z listnatimi gozdovi. Severno v predbalkanskem delu je porečje Jantre dobro gozdnato in travnato, visokodebelni gozdovi pa postopoma prehajajo v nizkodebelne. Glavni pritoki od izvira do izliva so Belica (57 km), Stara reka (92 km), Rosica (164 km), Elijska reka (32 km) in Strudena (45 km). Druge večje reke v porečju Jantre so Goljama reka (75 km), Veselina (70 km) in Vidima (68 km).
Jantra se napaja s snežno, deževno in kraško vodo. V Stari planini in Predbalkanu prevladuje snežna in deževna voda, v Donavski nižini deževnica, v Predbalkanu pa podzemna kraška voda. Visoka voda je v obdobju marec–junij v  zaradi taljenja snega, v Donavski nižini pa januar–junij; nizka voda je avgusta–oktobra. Med spomladansko visoko vodo pride okoli 70–80 % celotnega letnega pretoka, med jesensko nizko vodo pa 9–10 %. Povprečni letni pretok je 4 m³/s pri Gabrovu, 11,9 m³/s pri Veliko Trnovem, 36,8 m³/s pri Karanciju in 47 m³/s pri ustju. Ker je Jantra dovzetna za poplave, je njen spodnji levi breg v Donavski nižini zaščiten z nasipi.

## Ekologija
Celoten tok reke je vključen v mrežo naravovarstvenih območij Evropske unije Natura 2000 pod šifro Jantra BG0000610. V Jantri je bilo zabeleženih skupno 64 vrst rib, od tega 55 avtohtonih. Številne lokalne ribe so ohranitvenega pomena in so zaščitene, tudi Keslerjev globoček, zvezdogled, beloplavuti globoček, nežica, balkanska zlata nežica, grbasti okun, smrkež, činklja, velika nežica, upiravec, čep, pezdirk, bolen, sabljarka, romunska mrena (Barbus petenyi), vzhodni potočni piškur itd. Štiri od šestih vrst glavočev, ki jih najdemo v bolgarskem delu Donave, se pojavljajo tudi v Jantri – Neogobius fluviatilis, Neogobius melanostomus, Babka gymnotrachelus in Proterorhinus marmoratus.

## Naselja in gospodarstvo
Porečje Jantre obsega šest oblasti, vendar reka teče skozi tri: Gabrovo, Veliko Trnovo in Ruse. Ob njenem toku je 22 naselij, pet mest in 17 vasi. V provinci Gabrovo sta mesto Gabrovo v občini Gabrovo in vas Jantra v občini Drjanovo. V oblasti Veliko Trnovo so Vetrinci, Puševo, Ledenik, Šemševo, Veliko Trnovo (mesto) in Samovodene v oblasti Veliko Trnovo, Prvomajci, Gorna Orjahovica (mesto), Pravda, Dolna Orjahovica (mesto), Vrbica in Draganovo v občini Gorna Orjahovica, in Petko Karavelovo, Radanovo in Karanci v občini Polski Trambeš. V provinci Ruse so Polsko Kosovo, Bjala (mesto), Strmen in Botrov v občini Bjala ter Dolna Studena, Belcov, Džuljunica, Beljanovo, Novgrad in Krivina v občini Cenovo. Njene vode, zlasti v spodnjem toku v Donavski nižini, se uporabljajo za namakanje. Zgornji deli Jantre in njenih pritokov so vir pitne vode. Obstaja več malih hidroelektrarn, vključno s HE Jantra, HE Maluša in HE Ljubovo.
Skoraj celotno dolžino rečne doline prečkajo ceste državnega omrežja, vključno s 43,6 km dolgim odsekom ceste I-5 Ruse–Stara Zagora–Makaza, ki občasno sledi reki na odsekih Bjala–Petko Karavelovo, Samovodene–Veliko Trnovo in okolica Gabrova. Druga pomembna cesta je cesta II-54 Vardim–Bjala, ki poteka ob reki v dolžini 8,2 km.
Vzdolž rečne doline med Bjalo in Velikim Trnovim poteka odsek glavne železniške proge Ruse–Stara Zagora–Podkova, ki jo oskrbujejo Bolgarske državne železnice.

## Znamenitosti
Nekaj kilometrov južno od izvira Jantre stoji spomenik na Buzludži, spominski dom, ki ga je leta 1981 odprla Bolgarska komunistična partija, čigar futuristična arhitektura, impresivna okolica in melanholično vzdušje propadanja so v zadnjih letih pridobili vse večjo mednarodno priljubljenost. Najvišji del reke spada v meje naravnega parka Bulgarka. Ob bregovih reke južno od Gabrova je arhitekturno-etnografski kompleks Etar, muzeji na prostem, ki prikazujejo arhitekturo, način življenja in gospodarstvo regije v času bolgarskega narodnega preporoda. V Gabrovu, mestu, znanem po humorju, so kip legendarnega ustanovitelja Rača Kovača postavili na skalo v Jantri, da prebivalci ne bi zapravljali denarja za rože na spomeniku.
Naprej navzgor reka teče skozi mesto Veliko Trnovo, prestolnico Drugega bolgarskega cesarstva, in tvori vijugasto sotesko. Meander Jantre skoraj v celoti obdaja trdnjavo Carevec, na nasprotnem bregu pa se dviga trdnjava Trapezica, ki jo s treh strani obdaja reka. Cerkve in hiše gledajo na reko, ko teče skozi mesto. Na bližnjem hribu je zgodovinska vas Arbanasi. V srednjem veku so obsojene na smrt metali iz Carevca v sotesko Jantre; znana žrtev je bil bolgarski patriarh Joakim III., ki je bil vržen v Jantro leta 1300 po ukazu cesarja Teodorja Svetoslava. Samostan Preobraženja je na levem bregu reke v Derventski soteski, približno 7 km severno od Velikega Trnovega.
Blizu mesta Bjala vzdolž spodnjega toka reko prečka obokan Belenski most iz 19. stoletja, pomemben mejnik arhitekture bolgarskega narodnega preporoda, ki ga je zgradil arhitekt Kolju Fičeto.

## Galerija
- Jantra pri Gabrovem
- Jantra pri Velikem Trnovem
- Jantra pri Bjali
- Jantra pri Belcovu